# Покушение на Кристину Фернандес де Киршнер
Покушение на Кристину Фернандес де Киршнер произошло в четверг, 1 сентября 2022 года, в 20:50 (UTC-3) в районе Реколета, Буэнос-Айрес, Аргентина. Фернандо Андрес Сабаг Монтьель, гражданин Бразилии, направил пистолет Bersa 32-го калибра с боевыми патронами в зарядном устройстве на вице-президента страны. Подозреваемый дважды нажал на спусковой крючок на глазах у вице-президента, но выстрелов не последовало. Нападавший был немедленно задержан сотрудниками службы безопасности Киршнер и сотрудниками федеральной полиции.

## Факты
1 сентября 2022 года в 20:50 (по местному времени в Аргентине) вице-президент страны прибыла к себе домой после председательства на заседании Сената нации. Фернандес подписывала экземпляры своей книги «Искренне» возле своего дома, когда Фернандо Андрес Сабаг Монтьель, примерно тридцати пяти лет, направил на её голову пистолет Bersa 32-го калибра. Он дважды нажал на спусковой крючок, но ни один из пяти исправных патронов в магазине не оказался в патроннике. У оружия был сбит серийный номер.
Сторонники вице-президента тут же собрались на месте происшествия, чтобы спеть песни в её поддержку.

### Злоумышленник
Фернандо Андрес Сабаг Монтьель по прозвищу «Теди», которому на момент нападения было 35 лет, является человеком, который, как подтвердилось, пытался выстрелить из оружия в Кристину Фернандес. На него есть запись в полиции по факту ношению ножа на мероприятии в 2021 году, и он проживает в районе Вилья-дель-Парке. На фотографиях предполагаемого нападавшего, обнародованных СМИ, на его локте можно увидеть татуировку в виде чёрного солнца — неофашистского символа. Также циркулируют видео, где нападавший появляется в прямом эфире на телеканале Crónica Televisión, где произносит оскорбления в адрес политиков, связанных с киршнеризмом. Как поклонник дэт-метала, он любил сближаться с известными музыкантами, в том числе с Тейлором Хокинсом из Foo Fighters, о котором Сабаг сказал бы: «Я очень сильно чувствую, что знаю кого-то до его смерти».

## Контекст
Ещё за неделю до событий угол дома вице-президента облюбовали её сторонники. Эта агломерация в её поддержку отреагировала на предыдущее присутствие демонстрантов оппозиции, которые, в свою очередь, были спровоцированы в ответ на продвижение одного из дел о коррупции, связанных с криминальным авторитетом Ласаро Баэсом, 22 августа.
За день до нападения в этом месте был задержан мужчина, размахивавший гаечным ключом.
За два дня до нападения судья приказал полиции Буэнос-Айреса прекратить задержания у дома вице-президента, но глава правительства города Орасио Родригес Ларрета не подчинился этому приказу. Судья потребовал, чтобы федеральные силы отвечали за защиту вице-президента, то есть федеральная полиция, жандармерия или вооруженные силы.

## Расследование
Сабаг был немедленно задержан сотрудниками службы безопасности вице-президента и сотрудниками полиции и доставлен в полицейскую палатку, где его допросили. Сотрудники аргентинской научной полиции провели экспертизу на месте.
Президент Аргентины Альберто Фернандес объявил о назначении Марии Эухении Капучетти в качестве судьи, ведущего расследование, и Карлоса Риволо в качестве обвинителя по делу. Президент попросил судебные органы ускорить выяснение обстоятельств, а также позаботиться о жизни задержанного.